# Вередеево
Вередеево — село в Кстовском районе Нижегородской области России. Входит в состав Чернухинского сельсовета.

## География
Село находится в центральной части Нижегородской области, в зоне хвойно-широколиственных лесов, на левом берегу реки Озёрки, вблизи места впадения её в реку Кудьму, на расстоянии приблизительно 6 километров (по прямой) к юго-востоку от города Кстова, административного центра района. Абсолютная высота — 78 метров над уровнем моря.
Климат
Климат характеризуется как умеренно континентальный, с коротким умеренно тёплым летом и холодной многоснежной зимой. Среднегодовая температура — 3,6 °C. Средняя температура воздуха самого тёплого месяца (июля) — 18,4 °C (абсолютный максимум — 39 °C); самого холодного (января) — −11,8 °C (абсолютный минимум — −40 °C). Среднегодовое количество атмосферных осадков составляет 500 мм, из которых 410 мм выпадает в период с апреля по октябрь. Устойчивый снежный покров устанавливается в третьей декаде ноября и держится около 154 дней.
Часовой пояс
Село Вередеево, как и вся Нижегородская область, находится в часовой зоне МСК (московское время). Смещение применяемого времени относительно UTC составляет +3:00.

## Население
| 2002 | 2010 |
| ---- | ---- |
| 29   | ↘15  |

Национальный состав
Согласно результатам переписи 2002 года, в национальной структуре населения русские составляли 100 %.